# Sofija Bachmeteva
Sofija Andrejevna Bachmeteva (ryska: Софья Андреевна Бахметева) född 1829, död 1895, var en rysk salongsvärd. Hon var gift med Aleksej Tolstoj (1817-1875) och känd för sin mecenatverksamhet. 